# Grand Prix Nizozemska 1964
Grand Prix Nizozemska 1964 (oficiálně XIII Grote Prijs van Nederland) se jela na okruhu Circuit Zandvoort v Zandvoortu v Nizozemsku dne 24. května 1964. Závod byl druhým v pořadí v sezóně 1964 šampionátu Formule 1.

## Závod
| Poř.   | No. | Jezdec                  | Konstruktér    | Počet kol | Čas/Odstoupení    | Pořadí na startu | Body |
| ------ | --- | ----------------------- | -------------- | --------- | ----------------- | ---------------- | ---- |
| 1      | 18  | Jim Clark               | Lotus-Climax   | 80        | 2:07:35.4         | 2                | 9    |
| 2      | 2   | John Surtees            | Ferrari        | 80        | + 53.6            | 4                | 6    |
| 3      | 20  | Peter Arundell          | Lotus-Climax   | 79        | + 1 kolo          | 6                | 4    |
| 4      | 6   | Graham Hill             | BRM            | 79        | + 1 kolo          | 3                | 3    |
| 5      | 10  | Chris Amon              | Lotus-BRM      | 79        | + 1 kolo          | 13               | 2    |
| 6      | 34  | Bob Anderson            | Brabham-Climax | 78        | + 2 kola          | 11               | 1    |
| 7      | 24  | Bruce McLaren           | Cooper-Climax  | 78        | + 2 kola          | 5                |      |
| 8      | 22  | Phil Hill               | Cooper-Climax  | 76        | + 4 kola          | 9                |      |
| 9      | 26  | Jo Bonnier              | Brabham-BRM    | 76        | + 4 kola          | 12               |      |
| 10     | 32  | Giancarlo Baghetti      | BRM            | 74        | + 6 kol           | 16               |      |
| 11     | 8   | Richie Ginther          | BRM            | 64        | + 16 kol          | 8                |      |
| 12     | 12  | Mike Hailwood           | Lotus-BRM      | 57        | Diferenciál       | 14               |      |
| 13     | 36  | Jo Siffert              | Brabham-BRM    | 55        | + 25 kol          | 18               |      |
| Ret    | 14  | Jack Brabham            | Brabham-Climax | 44        | Zapalování        | 7                |      |
| Ret    | 16  | Dan Gurney              | Brabham-Climax | 23        | Řízení            | 1                |      |
| Ret    | 4   | Lorenzo Bandini         | Ferrari        | 20        | Zapalování        | 10               |      |
| Ret    | 28  | Carel Godin de Beaufort | Porsche        | 8         | Motor             | 17               |      |
| DNS    | 30  | Tony Maggs              | BRM            |           | Nehoda v tréninku | (15)             |      |
| Zdroj: |     |                         |                |           |                   |                  |      |

## Průběžné pořadí po závodě
Pohár jezdců
|        | Pořadí | Jezdec         | Body |
| ------ | ------ | -------------- | ---- |
|        | 1      | Graham Hill    | 12   |
| 2      | 2      | Jim Clark      | 12   |
|        | 3      | Peter Arundell | 8    |
| 2      | 4      | Richie Ginther | 6    |
| 6      | 5      | John Surtees   | 6    |
| Zdroj: |        |                |      |

Pohár konstruktérů
|        | Pořadí | Konstruktér   | Body |
| ------ | ------ | ------------- | ---- |
| 1      | 1      | Lotus-Climax  | 13   |
| 1      | 2      | BRM           | 12   |
| 3      | 3      | Ferrari       | 6    |
|        | 4      | Lotus-BRM     | 3    |
| 2      | 5      | Cooper-Climax | 2    |
| Zdroj: |        |               |      |